# Kavidi Wivine N’Landu
Kavidi Wivine N’Landu ist eine Dichterin und eine politische Persönlichkeit aus der Demokratischen Republik Kongo. Nach dem Aufstieg von Laurent Kabila floh sie nach Südafrika. Als Dichterin ist sie für die Sammlung Leurres et Lueurs bekannt.

## Politische Laufbahn
Sie wurde 1980, während der Regierungszeit von Mobutu Sese Seko zur Generalsekretärin des Ministeriums für Frauenangelegenheiten ernannt.
Im April 2006 war sie eine der 33 Kandidatinnen bei den kongolesischen Präsidentschaftswahlen 2006, die im Juli 2006 stattfanden.